# Leucotelia ochreoplagata
Leucotelia ochreoplagata är en fjärilsart som beskrevs av Sir George Hamilton Kenrick 1917. Leucotelia ochreoplagata ingår i släktet Leucotelia och familjen nattflyn. Inga underarter finns listade i Catalogue of Life.